# Dawtaszen
Dawtaszen – wieś w Armenii, w prowincji Aragacotn. W 2011 roku liczyła 704 mieszkańców.